# Tha Funk Capital of the World
Tha Funk Capital of the World ist das 13. Studioalbum des US-amerikanischen Funkmusikers Bootsy Collins, das am 29. April 2011 bei Mascot Records veröffentlicht wurde. Die Stilrichtung der insgesamt 17 Lieder ist eine Mischung aus den klassischen Elementen des P-Funks und des Souls mit Rap, Jazz und vielen anderen Musikrichtungen. Das Album beinhaltet unter anderem Gastauftritte von: Ice Cube, Snoop Dogg, Samuel L. Jackson, George Clinton und Jimi Hendrix.

## Albumcover
Das von Roy Koch gestaltete Cover ist eine Artwork. Zentral sieht man eine Skyline, hinter der Bootsy, mit einem typisch bunten Outfit, steht. Um ihn herum sind die Instrumente einer typischen Funkband, auf den 2 Plektren stehen die Namen des verstorbenen Musikers Garry Shider und des Gitarristen Buckethead. Im unteren Drittel befindet sich der Name des Albums und der des Künstlers.

### Vinylversion
Auf der Innenseite der aufklappbaren Doppel-LP-Version, befindet sich eine animierte Skyline, die teilweise aus Instrumenten besteht. Die Schallplatten sind in blau-transparentes PVC gepresst und in mit Bildern Collins bedruckten Innenhüllen aus dünnem Karton untergebracht.

## Benennung
Nach der Aussage Bootsy Collins’, beschreibt er mit dem Namen Tha Funk Capital of the World sich selbst, sein Inneres und seine Musik. 

„Ich gebe, was ich in mir trage. Und ich spüre die Hauptstadt des Funk in mir drin. Überall wo ich hingehe, habe ich das dabei. Ich habe mir all die Nuancen in mir angeschaut und überlegt: Wie nenne ich dieses Paket? Funk Capitol!“

## Kritik
Das Album erhielt durchschnittliche Kritiken, so errechnete die Website Metacritic eine durchschnittliche Bewertung von 69 % aus 12 Reviews. David Hilzendegen von laut.de bemerkt, dass das Album zwar „nichts mit dem rohen und puristischen Sound früherer Tage zu tun“ habe, jedoch „gut produzierten Pop“ biete und trotzdem Collins Stil treu bliebe. Er gibt dem Album 4 von 5 Punkten.

## Titelliste
| #  | Titel                                 | Gastauftritt                                | Zeit |
| -- | ------------------------------------- | ------------------------------------------- | ---- |
| 1  | Spreading Hope Like Dope (Intro)      |                                             | 1:46 |
| 2  | Hip Hop @ Funk U                      | Ice Cube, Snoop Dogg, Chuck D & Swavay      | 4:10 |
| 3  | Mirrors Tell Lies                     | Jimi Hendrix                                | 5:10 |
| 4  | JB-Still The Man                      | Al Sharpton                                 | 4:30 |
| 5  | Freedum (When-Love-Becomes-A-Threat)  | Dr. Cornel West                             | 4:05 |
| 6  | After These Messages                  | Samuel L. Jackson                           | 4:53 |
| 7  | Kool Whip                             | Phil Ade & CandiSweetz                      | 4:13 |
| 8  | The Real Deal                         | Sheila E., CandiSweetz & Mike Phillips      | 3:54 |
| 9  | Don’t Take My Funk                    | Catfish Collins & Bobby Womack              | 5:24 |
| 10 | If Looks Could Kill                   | Béla Fleck, ZionPlanet-10 & Dennis Chambers | 4:06 |
| 11 | Minds Under Construction              | Buckethead & Z-Class                        | 6:37 |
| 12 | Siento Bombo                          | Olvido Ruiz & Ouiwey                        | 4:02 |
| 13 | The Jazz Greats (A Tribute to Jazz)   | George Duke & Ron Carter                    | 3:49 |
| 14 | Garry Shider Tribute                  | George Clinton & Linda Shider               | 3:29 |
| 15 | Stars Have No Names (They Just Shine) | Nick Arnold & Chrissy Dunn                  | 5:10 |
| 16 | Chocolate Caramel Angel               | Faith Daniels, Ronni Racket & Casper        | 6:57 |
| 17 | Yummy, I Got The Munchies             | Musiq Soulchild, Razzberry & Tom Joyner     | 7:02 |